# Кораблі часу
Кораблі часу (англ. The Time Ships) – науково-фантастичний роман англійського письменника Стівена Бекстера, виданий у 1995 році. «Кораблі часу» є продовженням роману Герберта Веллса «Машина часу», виданому у 1895 році. Видання було офіційно дозволено спадкоємцями Веллса на честь сторіччя публікації першого роману.

## Сюжет
Після подій, викладених у «Машині часу», Мандрівник у часі повертається додому та готується у нову подорож з метою врятувати Віну, яка була викрадена морлоками.
Але, мандруючи у часі, він помічає навкруг істотні зміни, а саме: відсутність у небі Сонця та зірок. Мандрівник зупиняється за кілька тисячоліть до необхідного йому часу повернення у майбутнє та потрапляє у полон до морлоків. В бесіді з одним з них (на ім’я Небо), з’ясовується, що морлоки стали високорозвиненою расою бібліотекарів, збирачів знань та зберігачів інформації. Вони опанували енергію Сонця та зірок, побудувавши на орбіті Венери Сферу, яка відтоді забезпечує їх усім необхідним. Проте морлокам невідомі подорожі у часі і Мандрівник розповідає Небо принципи побудови Машини часу, акцентуючи увагу на паливі - речовині «платтнеріт», яку він свого часу отримав  від незнайомого на ім’я Готфрід Платтнер.
Також із бесіди з Небо стає зрозумілим, що повернувшись додому та розповівши свою історію Письменнику, Мандрівник змінив майбутнє, створивши нову, відмінну імовірність подій у часі, а отже не зможе потрапити саме у те майбутнє, в якому втратив Віну.
Усвідомивши це, Мандрівник вирішує повернутись та переконати самого себе у минулому припинити дослідження. Разом з ним у минуле прямує й Небо. 
Повернувшись додому, Мандрівник зустрічає себе молодого, якого називає «Мойсеєм» - своїм другим ім’ям. Під час розмови у місті з’являються броньовані машини та солдати з альтернативного 1938 року, які забирають Мандрівника, Мойсея та Небо. Вони узнають, що вже тривалий час йде війна з германцями, в який уряд Британської імперії  сподівається на перемогу. Але германцям вдається зруйнувати захисний купол над Лондоном і місто стає майже беззахисним перед наступними бомбардуваннями. Намагаючись врятуватись, Мандрівник та Небо вирушають у минуле та зупиняються в палеоцені через аварію автомобіля часу.
Але незабаром їх рятує британська експедиція, спеціально відряджена у минуле. Та через атаку германського літака, який кидає на табір  британців бомбу, аналогічну атомній, більша частка експедиції гине, а решта засновує у палеоцені Новий Лондон.
З уламків британських броньованих машин та германського літака, Небо збирає Машину часу. Разом із Мандрівником вони вирушають у майбутнє, опинившись у черговій альтернативній реальності, коли людство відправилось до зірок, а Земля залишилась під наглядом Універсальних Конструкторів. 
Небо, як представник більш розвиненої цивілізації швидко встановлює з ними контакт та з’ясовує, що у них на меті побудова флоту кораблів часу та подорож до Початку Всесвіту.
Мандрівник та Небо прямують у подорож на одному з побудованих Конструкторами кораблів та досягають точки, коли час та матерія були єдині, коли історія Всесвіту ще не почалась. З цієї точки Конструктори повертають Небо і Мандрівника в їх початкову історію в часі.
Мандрівник сам віддає собі молодшому платтнеріт, називаючись «Готфрідом Платтнером», і замикає коло причинності, після чого здійснює подорож у майбутнє та рятує Віну. З метою недопущення подальшого розгалуження реальності, він руйнує Машину часу та планує перемовини з морлоками.